# Canada Masters 2006 - Qualificazioni singolare maschile
Le qualificazioni del singolare maschile del Canada Masters 2006 sono state un torneo di tennis preliminare per accedere alla fase finale della manifestazione. I vincitori dell'ultimo turno sono entrati di diritto nel tabellone principale. In caso di ritiro di uno o più giocatori aventi diritto a questi sono subentrati i lucky loser, ossia i giocatori che hanno perso nell'ultimo turno ma che avevano una classifica più alta rispetto agli altri partecipanti che avevano comunque perso nel turno finale.
Le qualificazioni del torneoCanada Masters 2006 prevedevano 32 partecipanti di cui 8 sono entrati nel tabellone principale.

## Teste di serie
1. Nicolas Mahut (ultimo turno)
2. Davide Sanguinetti (Qualificato)
3. Andreas Seppi (primo turno)
4. Hyung-Taik Lee (Qualificato)
5. Gilles Müller (primo turno)
6. Vince Spadea (primo turno)
7. Kevin Kim (Qualificato)
8. Kristian Pless (primo turno)

1. Jan Hernych (Qualificato)
2. Denis Gremelmayr (ultimo turno)
3. Alejandro Falla (Qualificato)
4. Tejmuraz Gabašvili (Qualificato)
5. Danai Udomchoke (ultimo turno)
6. Paul Capdeville (ultimo turno)
7. George Bastl (ultimo turno)
8. Robert Kendrick (Qualificato)

## Qualificati
1. Alejandro Falla
2. Davide Sanguinetti
3. Tejmuraz Gabašvili
4. Hyung-Taik Lee

1. Robert Kendrick
2. Jan Hernych
3. Kevin Kim
4. Rajeev Ram

## Tabellone

### Legenda
| - Q = Qualificato - WC = Wild card - LL = Lucky loser | - ALT = Alternate - SE = Special Exempt - PR = Protected Ranking | - w/o = Walkover - r = Ritirato - d = Squalificato |

### Sezione 1
|  | Primo turno | Primo turno     | Primo turno     | Primo turno | Primo turno |  |  | Ultimo turno | Ultimo turno    | Ultimo turno | Ultimo turno | Ultimo turno |  |
|  |             |                 |                 |             |             |  |  |              |                 |              |              |              |  |
|  | 1           | Nicolas Mahut   | 4               | 6           | 6           |  |  |              |                 |              |              |              |  |
|  |             | Eric Nunez      | 6               | 4           | 2           |  |  | 1            | Nicolas Mahut   | 68           | 7            | 65           |  |
|  | 11          | Alejandro Falla | Alejandro Falla | 6           | 7           |  |  | 11           | Alejandro Falla | 7            | 5            | 7            |  |
|  |             | Arvind Parmar   | Arvind Parmar   | 4           | 64          |  |  |              |                 |              |              |              |  |

### Sezione 2
|  | Primo turno | Primo turno           | Primo turno           | Primo turno | Primo turno |  |  | Ultimo turno | Ultimo turno       | Ultimo turno | Ultimo turno | Ultimo turno |  |
|  |             |                       |                       |             |             |  |  |              |                    |              |              |              |  |
|  | 2           | Davide Sanguinetti    | Davide Sanguinetti    | 7           | 6           |  |  |              |                    |              |              |              |  |
|  |             | Pierre-Ludovic Duclos | Pierre-Ludovic Duclos | 5           | 3           |  |  | 2            | Davide Sanguinetti | 5            | 6            | 6            |  |
|  | 13          | Danai Udomchoke       | Danai Udomchoke       | 6           | 6           |  |  | 13           | Danai Udomchoke    | 7            | 2            | 2            |  |
|  |             | Milan Pokrajac        | Milan Pokrajac        | 3           | 1           |  |  |              |                    |              |              |              |  |

### Sezione 3
|  | Primo turno | Primo turno        | Primo turno   | Primo turno | Primo turno |  |  | Ultimo turno | Ultimo turno       | Ultimo turno       | Ultimo turno | Ultimo turno |  |
|  |             |                    |               |             |             |  |  |              |                    |                    |              |              |  |
|  |             | Wayne Arthurs      | Wayne Arthurs | 6           | 6           |  |  |              |                    |                    |              |              |  |
|  | 3           | Andreas Seppi      | Andreas Seppi | 1           | 4           |  |  |              | Wayne Arthurs      | Wayne Arthurs      | 3            | 2            |  |
|  | 12          | Tejmuraz Gabašvili | 6             | 3           | 6           |  |  | 12           | Tejmuraz Gabašvili | Tejmuraz Gabašvili | 6            | 6            |  |
|  |             | Santiago González  | 4             | 6           | 3           |  |  |              |                    |                    |              |              |  |

### Sezione 4
|  | Primo turno | Primo turno        | Primo turno        | Primo turno | Primo turno |  |  | Ultimo turno | Ultimo turno     | Ultimo turno     | Ultimo turno | Ultimo turno |  |
|  |             |                    |                    |             |             |  |  |              |                  |                  |              |              |  |
|  | 4           | Hyung-Taik Lee     | Hyung-Taik Lee     | 6           | 7           |  |  |              |                  |                  |              |              |  |
|  |             | Nenad Zimonjić     | Nenad Zimonjić     | 2           | 5           |  |  | 4            | Hyung-Taik Lee   | Hyung-Taik Lee   | 6            | 6            |  |
|  | 10          | Denis Gremelmayr   | Denis Gremelmayr   | 7           | 6           |  |  | 10           | Denis Gremelmayr | Denis Gremelmayr | 3            | 2            |  |
|  |             | Alex Bogomolov Jr. | Alex Bogomolov Jr. | 64          | 1           |  |  |              |                  |                  |              |              |  |

### Sezione 5
|  | Primo turno | Primo turno       | Primo turno     | Primo turno | Primo turno |  |  | Ultimo turno | Ultimo turno      | Ultimo turno      | Ultimo turno | Ultimo turno |  |
|  |             |                   |                 |             |             |  |  |              |                   |                   |              |              |  |
|  |             | Jean-René Lisnard | 6               | 3           | 6           |  |  |              |                   |                   |              |              |  |
|  | 5           | Gilles Müller     | 2               | 6           | 3           |  |  |              | Jean-René Lisnard | Jean-René Lisnard | 1            | 3            |  |
|  | 16          | Robert Kendrick   | Robert Kendrick | 7           | 6           |  |  | 16           | Robert Kendrick   | Robert Kendrick   | 6            | 6            |  |
|  |             | Ivo Heuberger     | Ivo Heuberger   | 5           | 2           |  |  |              |                   |                   |              |              |  |

### Sezione 6
|  | Primo turno | Primo turno     | Primo turno     | Primo turno | Primo turno |  |  | Ultimo turno | Ultimo turno    | Ultimo turno    | Ultimo turno | Ultimo turno |  |
|  |             |                 |                 |             |             |  |  |              |                 |                 |              |              |  |
|  |             | Michael Russell | Michael Russell | 6           | 6           |  |  |              |                 |                 |              |              |  |
|  | 6           | Vince Spadea    | Vince Spadea    | 4           | 4           |  |  |              | Michael Russell | Michael Russell | 3            | 68           |  |
|  | 9           | Jan Hernych     | 6               | 4           | 6           |  |  | 9            | Jan Hernych     | Jan Hernych     | 6            | 7            |  |
|  |             | Robert Steckley | 4               | 6           | 3           |  |  |              |                 |                 |              |              |  |

### Sezione 7
|  | Primo turno | Primo turno       | Primo turno       | Primo turno | Primo turno |  |  | Ultimo turno | Ultimo turno | Ultimo turno | Ultimo turno | Ultimo turno |  |
|  |             |                   |                   |             |             |  |  |              |              |              |              |              |  |
|  | 7           | Kevin Kim         | Kevin Kim         | 6           | 6           |  |  |              |              |              |              |              |  |
|  |             | Marco Chiudinelli | Marco Chiudinelli | 4           | 4           |  |  | 7            | Kevin Kim    | Kevin Kim    | 7            | 6            |  |
|  | 15          | George Bastl      | 6                 | 3           | 6           |  |  | 15           | George Bastl | George Bastl | 63           | 3            |  |
|  |             | Viktor Troicki    | 3                 | 6           | 3           |  |  |              |              |              |              |              |  |

### Sezione 8
|  | Primo turno | Primo turno     | Primo turno     | Primo turno | Primo turno |  |  | Ultimo turno | Ultimo turno    | Ultimo turno    | Ultimo turno | Ultimo turno |  |
|  |             |                 |                 |             |             |  |  |              |                 |                 |              |              |  |
|  |             | Rajeev Ram      | 4               | 7           | 6           |  |  |              |                 |                 |              |              |  |
|  | 8           | Kristian Pless  | 6               | 65          | 4           |  |  |              | Rajeev Ram      | Rajeev Ram      | 7            | 6            |  |
|  | 14          | Paul Capdeville | Paul Capdeville | 6           | 6           |  |  | 14           | Paul Capdeville | Paul Capdeville | 5            | 4            |  |
|  |             | Brendan Evans   | Brendan Evans   | 4           | 2           |  |  |              |                 |                 |              |              |  |